# Slough
För andra betydelser, se Slough (olika betydelser).
Slough (engelskt uttal: [slaʊ]
 ( lyssna)) är en stad i grevskapet Berkshire i södra England. Staden är huvudort i kommunen Borough of Slough och ligger cirka 32 kilometer väster om centrala London samt cirka 26 kilometer öster om Reading. Tätorten (built-up area) hade 166 877 invånare vid folkräkningen år 2021.
Slough ligger nära staden Windsor. Förbi staden passerar den viktiga motorvägen M4 som går mellan London och Wales. Slough hyser bland annat den kommersiella anläggningen Slough Trading Estate, känt från TV-serien The Office.